# 오노촌 (아이치현, 고마키시)
오노촌(大野村)은 아이치현 히가시카스가이군에 설치되었던 촌이다. 현재의 고마키시에 해당한다.